# Дидие Дешан
Дидие Дешан (на френски: Didier Deschamps) е бивш френски футболист и настоящ треньор по футбол. Роден е на 15 октомври 1968 г. в Байон, Франция.

## Състезателна кариера
Дидие Дешан започва своята футболна кариера още като ученик в аматьорския „Авирон Байон“. Неговият талант е забелязан от емисари на Нант и през април 1983 година е привлечен в клуба. Прави дебют за отбора на 27 септември 1985 година.
През 1989 г. преминава в Олимпик Марсилия, но не успява да се наложи в първия състав. През сезон 1990 – 91 играе за Бордо, но след края на шампионата се завръща в Олимпик. През втория си престой в отбора Дешан печели две шампионски титли на Лига 1 – 1991 и 1992 г. Той е част от великия отбор на Марсилия, който става първият (и за сега единствен) френски клуб, спечелил купата на Шампионската лига през 1993 година. Той е и най-младият капитан вдигал някога купата от най-комерсиалния футболен турнир.
През 1994 г. Дешан преминава в италианския колос Ювентус. С клуба от Торино постига и най-големите си клубни успехи. Триумфира на три пъти с шампионската титла на Серия А, две Суперкупи на Италия и по веднъж с Купата на Италия, Шампионската лига и Междуконтиненталната купа.
След престоя си в Ювентус, Дешан изкарва известно време в Англия. Там носи екипа на Челси, с когото печели ФА Къп. Завършва кариерата си в Испания, където за кратко носи екипа на Валенсия преди да се откаже от футбола през лятото на 2001 г., когато е само на 32 години.

## Национален отбор
Получава първата си повиквателна за Националния отбор на 29 април 1989 г. от тогавашния старши треньор Мишел Платини за мач срещу Югославия. Въпреки неговото участие, Франция не успяват да се класират за две Световни първенства (Св П 1990 и Св П 1994).
В квалификациите за Евро 96, новият старши треньор Еме Жаке започва подмладяване на отбора. Към ветераните Ерик Кантона, Жан-Пиер Папен и Давид Жинола, налага и млади състезатели като Зинедин Зидан, Кристоф Дюгари и Дидие Дешан. Дешан е избран за нов капитан на новото „златното поколение“ на френския футбол. На Европейското първенство по футбол през 1996 стига до полуфиналите, където губи от Чехия след изпълнение на дузпи 5:6 (в редовното време и след продълженията 0:0)
През 1998 г. Дидие Дешан е капитан на Франция, с която печели Световното първенство, побеждавайки безапелационно фаворита Бразилия с 3:0.
Водена от Дешан Франция също печели Европейското първенство по футбол през 2000.
През август 2000 г., в мач срещу Англия, Дидие Дешан обявява оттеглянето си от Националния отбор, като неговите 103 изяви е своеобразен рекорд за „петлите“, подобрен по-късно от Зинедин Зидан, Марсел Десаи и Лилиан Тюрам. През месец март 2004 г., Дешан попада в класацията на „125-те най-велики живи футболисти“ на „Краля“ Пеле.

## Треньорска кариера
След края на състезателната си кариера, Дидие Дешан се отдава на треньорската професия.
През 2001 г. поема френския Монако, и през следващия сезон 2002 – 03 става вицешампион на Лига 1. В Шампионската лига през 2004 Монако поднася истинска сензация след като отстранява на 1/4 финала Реал Мадрид, и на полуфинала Челси. На финала губи от Порто с 3:0. Дешан подава оставка на 19 септември 2005 г. след несъгласие с президента на клуба.
На 10 юли 2006 г., след напускането на Фабио Капело поема Ювентус. Шампионът на Италия вече е изхвърлен в Серия Б заради участието си в уреждане на срещи от Калчото.
Дебютът му е повече от впачатляващ, победа над Алесандрия с 8:0. След успешен сезон, в който Дешан става шампион на Серия Б и връща обратно „Старата госпожа“ в елита на Италия, на 19 май 2007 г. подава оставка и напуска отбора.

## Успехи

### Като състезател
Франция
- Световен шампион – 1998
- Европейски шампион – 2000

 Олимпик Марсилия
- Лига 1
  - Шампион (2) – 1991, 1992
- Шампионска лига – 1992 – 93
- Най-младият капитан вдигнал трофей от Шампионската лига (1993)

 Ювентус
- Серия А
  - Шампион (3) – 1995, 1997, 1998
- Шампионска лига – 1996
- Суперкупа на УЕФА – 1996
- Междуконтинентална купа – 1996
- Купа на Италия – 1995
- Суперкупа на Италия (2) – 1995, 1997

 Челси
- ФА Къп – 2000

### Като треньор
Монако
- Купа на Лигата – 2003
- Шампионска лига
  - Финалист – 2003 – 04

 Ювентус
- Серия Б
  - Шампион – 2006 – 07

 Национален отбор по футбол на Франция
- Европейско първенство по футбол 2016 – Вицешампион (загуба с 0 – 1 от Португалия на финал)

- Световно първенство по футбол 2018 – Световен шампион (победа с 4 – 2 на финал срещу Хърватия)